# Tempel der Weißen Pagode in Peking

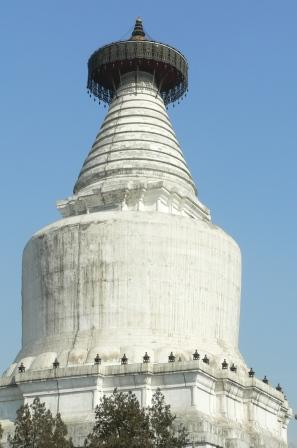
Weißer Stupa

Der Tempel der Weißen Pagode (chinesisch 白塔寺, Pinyin Báitǎ Sì) bzw. Miaoying-Tempel (妙应寺,  Miàoyīng Sì) in Peking geht auf die Liao-Dynastie zurück.
Unter der Liao-Dynastie der Chitan wurden in Peking (Yanjing) fünf Stupas (Pagoden) in den vier Himmelsrichtungen und im Zentrum der Stadt errichtet. Alle fünf wurden später zerstört, doch im Jahr 1271 ließ der Mongolenkaiser Kublai Khan der Yuan-Dynastie den nepalesischen Künstler Araniko auf der Terrasse, auf der einer der Stupas gestanden hatte, einen neuen Stupa errichten. Dieser wurde 1279 fertiggestellt. Der Tempel, der den Stupa umgab, wurde 1368 zerstört und 1457 unter der Ming-Dynastie wieder aufgebaut.
Die Stätte steht seit 1961 auf der Liste der Denkmäler der Volksrepublik China in Peking (1-74).

Vier Lokapalas im Pekinger Miaoying-Tempel
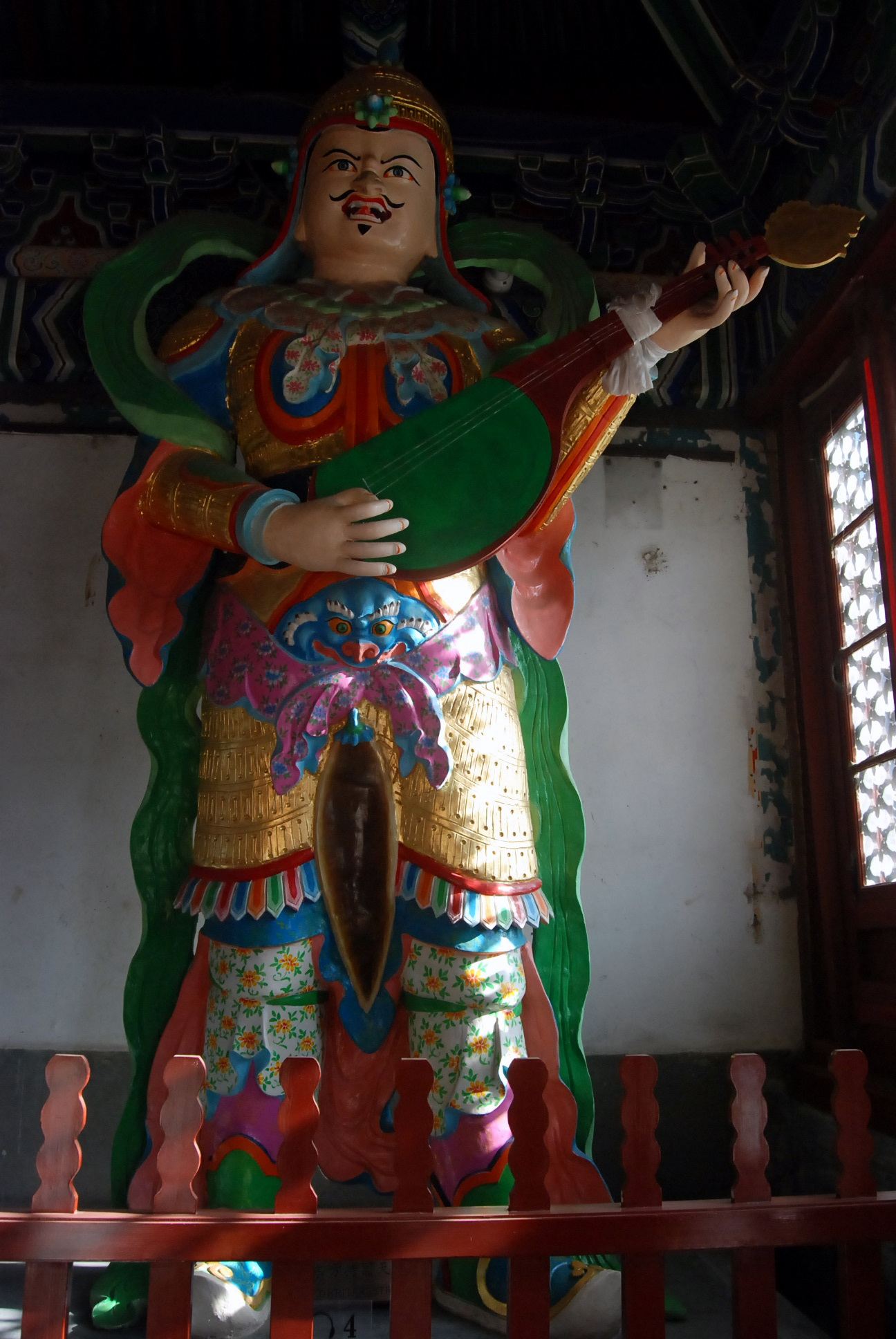
Dhritarashtra (Chiguo 持國天王) (Osten)
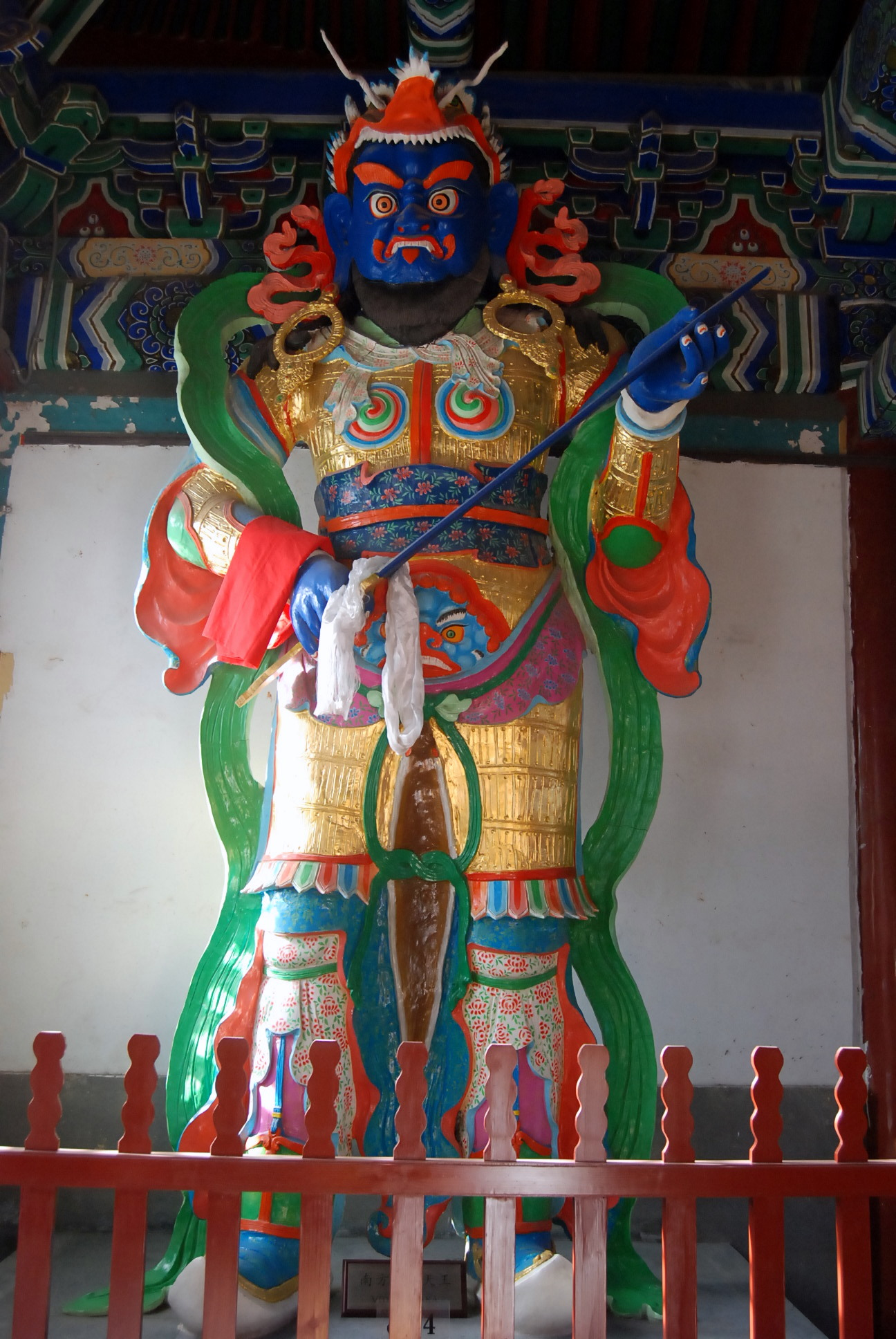
Vidradhaka (Zengzhang 增長天王) (Süden)
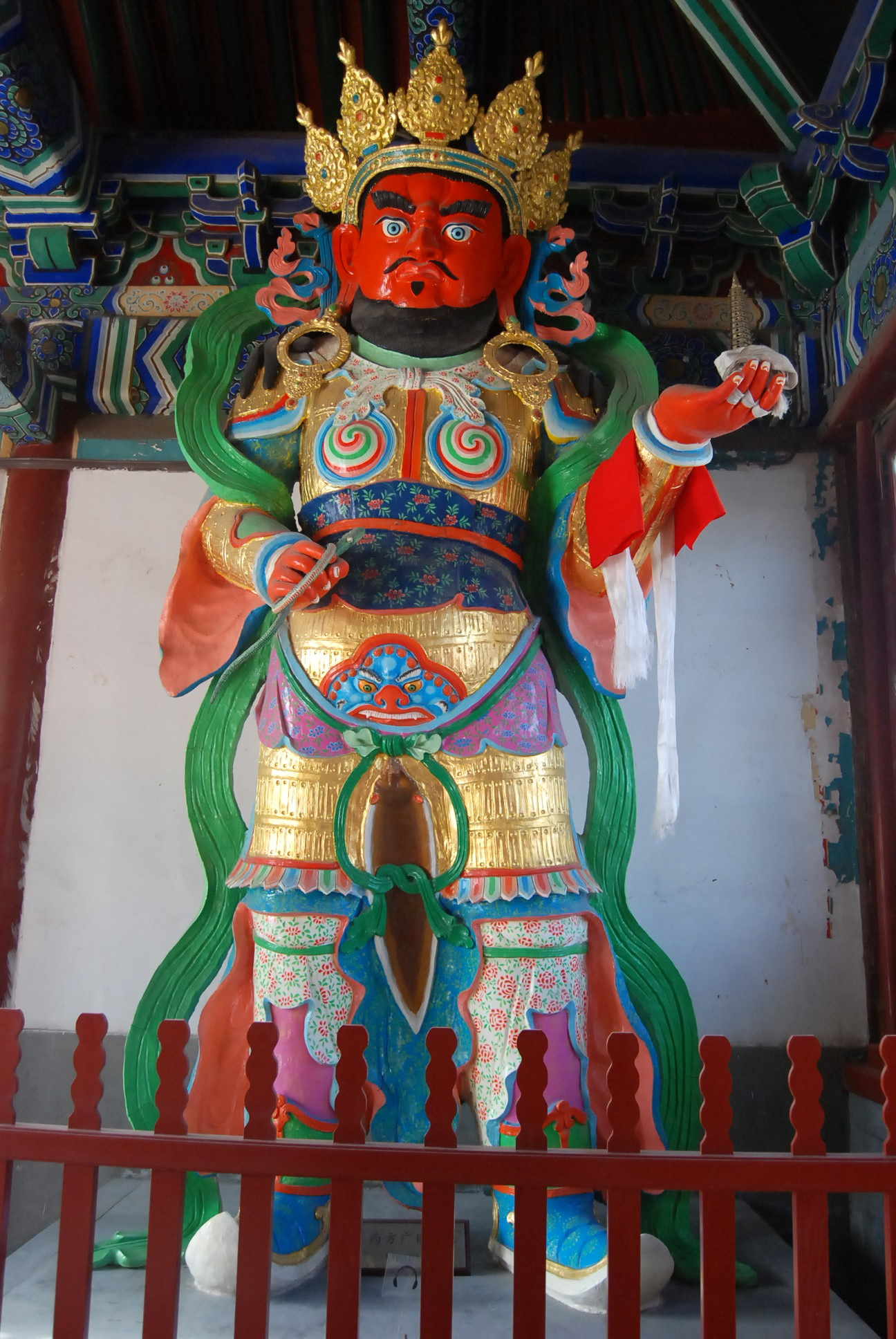
Virupaksha (Guangmu 廣目天王) (Westen)
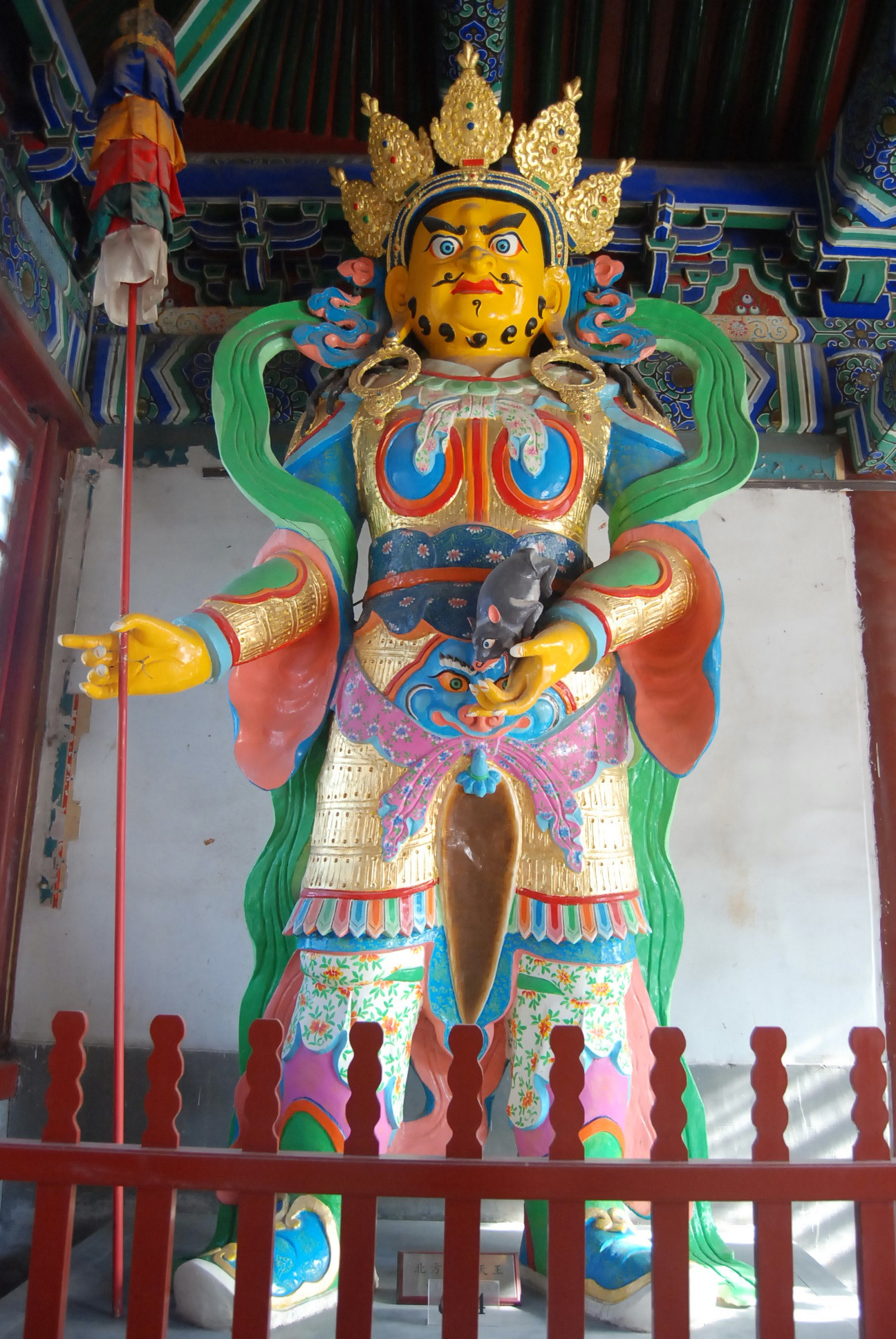
Vaisramana (Duowen 多聞天王) (Norden)